# Kildare Street

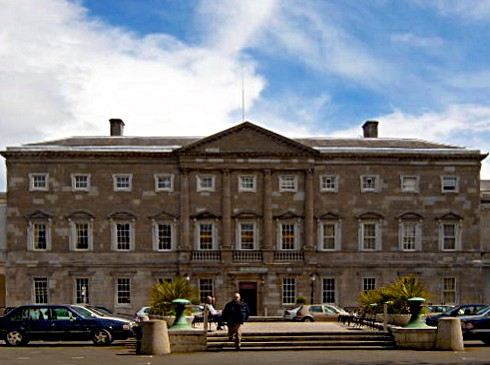
Leinster House
L'antic palau del Duc de Leinster. Des de 1922, ha estat la seu de les dues cambres del Parlament irlandès.

Kildare Street (gaèlic irlandès Sráid Chill Dara) és un carrer molt conegut de Dublín, la capital de la República d'Irlanda prop de la principals vies comercials de Grafton Street i Dawson Street, ales quals s'uneix per Molesworth Street. Alguns departament del govern d'Irlanda tenen les seves oficines a aquest carrer però és més famosa per Leinster House, construïda per Richard Cassels en 1745, i actual seu del parlament irlandès. La secció Arqueologia i Història del Museu Nacional d'Irlanda i la Biblioteca Nacional d'Irlanda ] es troben a cada costat de Leinster House i van ser construïts en 1885.
Trinity College es troba al nord del final del carrer mentre que St Stephen's Green és al final del carrer al sud, amb el ben conegut Hotel Shelbourne a la cantonada oriental. Les oficines de l'Alliance française a Dublín es troben a 1 Kildare Street.
A la cantonada amb Leinster Street hi havia l'antic Kildare Street Club, que abans de la partició d'Irlanda era el cor del domini protestant angloirlandès.